# Riot Act

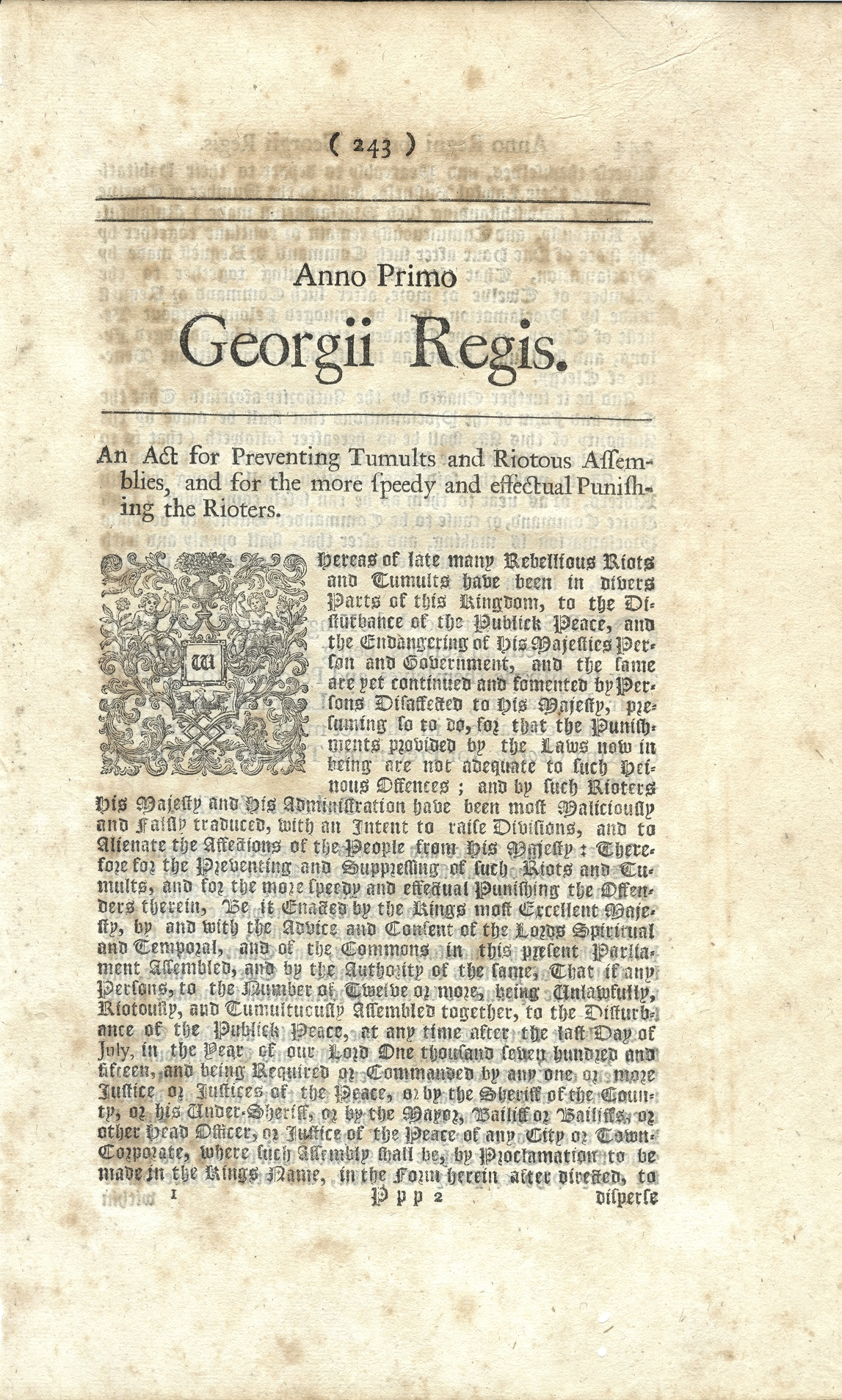
Riot Act for Preventing Tumults and Riotous Assemblies (Erstausgabe, London, 1715)

Der Riot Act war ein am 1. August 1715 in Großbritannien von Georg I. erlassenes Gesetz, wonach aufrührerische Versammlungen von mehr als zwölf Personen unter freiem Himmel aufgelöst und jeder, der die Versammlung nicht binnen einer Stunde verließ, mit dem Tode bestraft werden konnte.
Um wirksam zu werden, musste die Polizei, der Bürgermeister, ein Friedensrichter oder Gerichtsvollzieher das Gesetz im Einzelfall vor Ort laut verlesen:

„Our Sovereign Lord the King chargeth and commandeth all persons, being assembled, immediately to disperse themselves, and peaceably to depart to their habitations, or to their lawful business, upon the pains contained in the act made in the first year of King George, for preventing tumults and riotous assemblies. God Save the King!“

„Unser souveräner Herr, der König, fordert von und befiehlt allen Personen, die hier versammelt sind, unverzüglich auseinanderzugehen und sich friedlich in ihre Wohnungen oder zu ihren rechtmäßigen Geschäften zu entfernen unter Androhung der Strafen, die das Gesetz vorsieht, das im ersten Jahr von König Georg erlassen wurde, um Tumulten und aufrührerischen Versammlungen vorzubeugen. Gott schütze den König!“

Das Gesetz wurde beispielsweise während der Gordon Riots 1780 angewendet, letztmals beim sog. Bloody Friday (Glasgow) am 31. Januar 1919.
In Großbritannien wurde das Gesetz 1967 durch den Criminal Law Act aufgehoben.
Die Redewendung reading someone the riot act bedeutet noch heute so viel wie jemanden bei einem Fehlverhalten für den Fall der Wiederholung eine Strafe androhen/streng zur Ruhe ermahnen.
In manchen ehemaligen Kolonien wurden die Prinzipien des Riot Act in die nationale Gesetzgebung übernommen. Danach muss vor der gewaltsamen Auflösung eines Aufruhrs den Teilnehmern unter Fristsetzung ein Platzverweis erteilt werden. Die Verlesung der entsprechenden Anordnung zu stören, ist eine Straftat. Beamte, die bei der anschließenden Auflösung andere Personen verletzen oder sogar töten, werden dagegen nicht belangt.
Zuletzt ging die Polizei bei den Unruhen in Belize 2005 am 21. Januar so vor. Der Belize Riot Compensation Act regelt den Ersatz von Sachschäden infolge eines Aufruhrs, beispielsweise zugunsten geschädigter Ladeninhaber bei Plünderungen.